# Seleção adversa

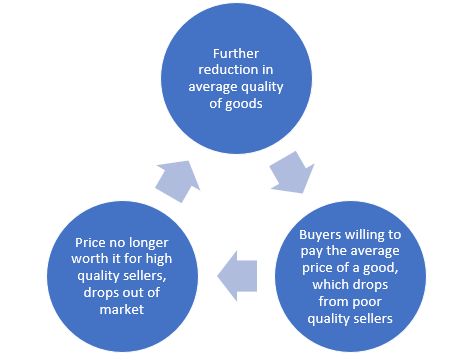
Em anexo está um diagrama causal simples que explica a espiral de como a seleção adversa piora a qualidade dos produtos no mercado.

Seleção adversa é um fenômeno de informação assimétrica que ocorre quando os compradores "selecionam" de maneira incorreta determinados bens e serviços no mercado.

## Exemplo
Um dos exemplos mais abordados nos manuais de introdução à microeconomia é dos mercado de carros usados. Suponha que nesse mercado existem dois tipos de bens: carros usados de alta qualidade (uvas) e os de baixa qualidade (limões).
Os compradores estão dispostos a comprar uma "uva" por $2500 e um "limão" por $1500, pelo lado dos vendedores uma "uva" só é vendida por $2200 e um "limão" por $1200.
Os compradores, que não possuem as informações completas sobre a qualidade dos carros, estimam que nesse mercado metade deles são "uvas" e a outra metade, "limões". Dessa forma o preço que eles estão dispostos a oferecer em um carro nesse mercado é de (0,5)x2500 + (0,5)x1500, ou seja eles estão dispostos a oferecer $2000 em um carro usado.
Os vendedores, que possuem as informações completas sobre seus carros, não venderão carros de alta qualidade por esse preço, só vendendo os "limões".
A consequência é que o mercado será inundado por carros usados de baixa qualidade já que a esse preço é muito vantajoso para os donos de "limões" venderem seus carros e extremamente desvantajoso para os donos de "uva", pois os compradores selecionaram "incorretamente" o produto por falta de informação.
É importante lembrar que a seleção adversa se manifesta ANTES que a transação efetivamente ocorra.
Outro exemplo que ocorre no sistema bancário brasileiro é que a taxa de empréstimo ao consumidor é muito maior que a taxa básica de juros (spread).
Alegando a taxa de inadimplência os bancos elevam a taxa de empréstimo bancário. 
Uma consequência dessa elevada taxa de juros é que os bons pagadores (uvas) não irão tomar empréstimo por considerarem impossível o cumprimento do acordo.
Já os maus pagadores (limões) se aventuram a tomar empréstimos independentemente da taxa de juros cobrada, uma vez que, não dispõem de intenção de honrar seus compromissos.